# Rainbow Studios
Rainbow Studios est un studio américain de développement de jeux vidéo fondé en 1995. Il est acquis par THQ en novembre 2001 et renommé THQ Digital Phoenix en 2009. À la suite d'un rachat par Nordic Games, le studio a repris son nom original.

## Historique
En août 2011, à la suite des mauvaises ventes de MX vs. ATV Alive, ainsi que de mauvais résultats financiers, THQ décide d'abandonner la licence MX vs. ATV et de vendre le studio.

## Jeux développés
| Année | Titre                            | Éditeur(s)                  | Platforme(s)                                                        |
| ----- | -------------------------------- | --------------------------- | ------------------------------------------------------------------- |
| 1994  | Air Havoc Controller             | Trimark Interactive         | MS-DOS                                                              |
| 1995  | The Hive                         | Trimark Interactive         | MS-DOS, PlayStation                                                 |
| 1996  | Ravage D.C.X                     | Inscape                     | Microsoft Windows                                                   |
| 1996  | Deadly Tide                      | Microsoft                   | Microsoft Windows                                                   |
| 1998  | Motocross Madness                | Microsoft                   | Microsoft Windows                                                   |
| 2000  | Tiger Woods PGA Tour 2000        | EA Sports                   | Microsoft Windows                                                   |
| 2000  | Motocross Madness 2              | Microsoft Game Studios      | Microsoft Windows                                                   |
| 2001  | ATV Offroad Fury                 | Sony Computer Entertainment | PlayStation 2                                                       |
| 2001  | Splashdown                       | Infogrames                  | PlayStation 2, Xbox                                                 |
| 2002  | Star Wars: Racer Revenge         | LucasArts                   | PlayStation 2                                                       |
| 2002  | Mat Hoffman's Pro BMX 2          | Activision                  | PlayStation 2, Xbox                                                 |
| 2002  | ATV Offroad Fury 2               | Sony Computer Entertainment | PlayStation 2                                                       |
| 2003  | Splashdown: Rides Gone Wild      | THQ                         | PlayStation 2                                                       |
| 2004  | MX Unleashed                     | THQ                         | PlayStation 2, Xbox                                                 |
| 2005  | MX vs. ATV Unleashed             | THQ                         | Microsoft Windows, PlayStation Portable, PlayStation 2, Xbox        |
| 2006  | Cars                             | THQ                         | GameCube, Microsoft Windows, PlayStation 2, Xbox, Xbox 360          |
| 2007  | Cars Mater-National Championship | THQ                         | Microsoft Windows, PlayStation 2, Xbox 360                          |
| 2007  | MX vs. ATV Untamed               | THQ                         | PlayStation 3, Xbox 360                                             |
| 2009  | Deadly Creatures                 | THQ                         | Wii                                                                 |
| 2009  | MX vs. ATV Reflex                | THQ                         | PlayStation 3, Xbox 360                                             |
| 2010  | Dood's Big Adventure             | THQ                         | Wii                                                                 |
| 2011  | MX vs. ATV Alive                 | THQ                         | PlayStation 3, Xbox 360                                             |
| 2014  | MX vs. ATV Supercross            | THQ Nordic                  | Microsoft Windows, PlayStation 3, PlayStation 4, Xbox 360, Xbox One |
| 2018  | MX vs. ATV All Out               | THQ Nordic                  | Microsoft Windows, PlayStation 4, Xbox One                          |
| 2019  | Monster Jam Steel Titans         | THQ Nordic                  | Microsoft Windows, PlayStation 4, Xbox One, Nintendo Switch         |